# 安希禹
安希禹，生卒年不详，字绍勤，号南屏，江苏无锡人，明朝太学生、收藏家。

## 简介
安希禹出身豪门，其父为明朝出版家安如石，其祖父为明朝收藏家安国。元四家之一的王蒙所绘的千古名画《太白山图》卷尾处跋文提及安希禹，“元王叔明畫太白山圖國初高僧題詠明項墨林真賞又得此卷於無錫安南屏”。项元汴亦是从安希禹处购得无锡安氏旧藏王羲之的《此事帖》与王岩叟的绢本画作《墨梅图》。安希禹共得八子二女，其中长女嫁与工部郎中鄒察之子鄒熙为妻。